# شینگبه (بوتان)
شینگبه (به لاتین: Shingbe) یک منطقهٔ مسکونی در بوتان (کشور) است که در Trashigang District واقع شده‌است.